# Tadeusz Pietrzykowski

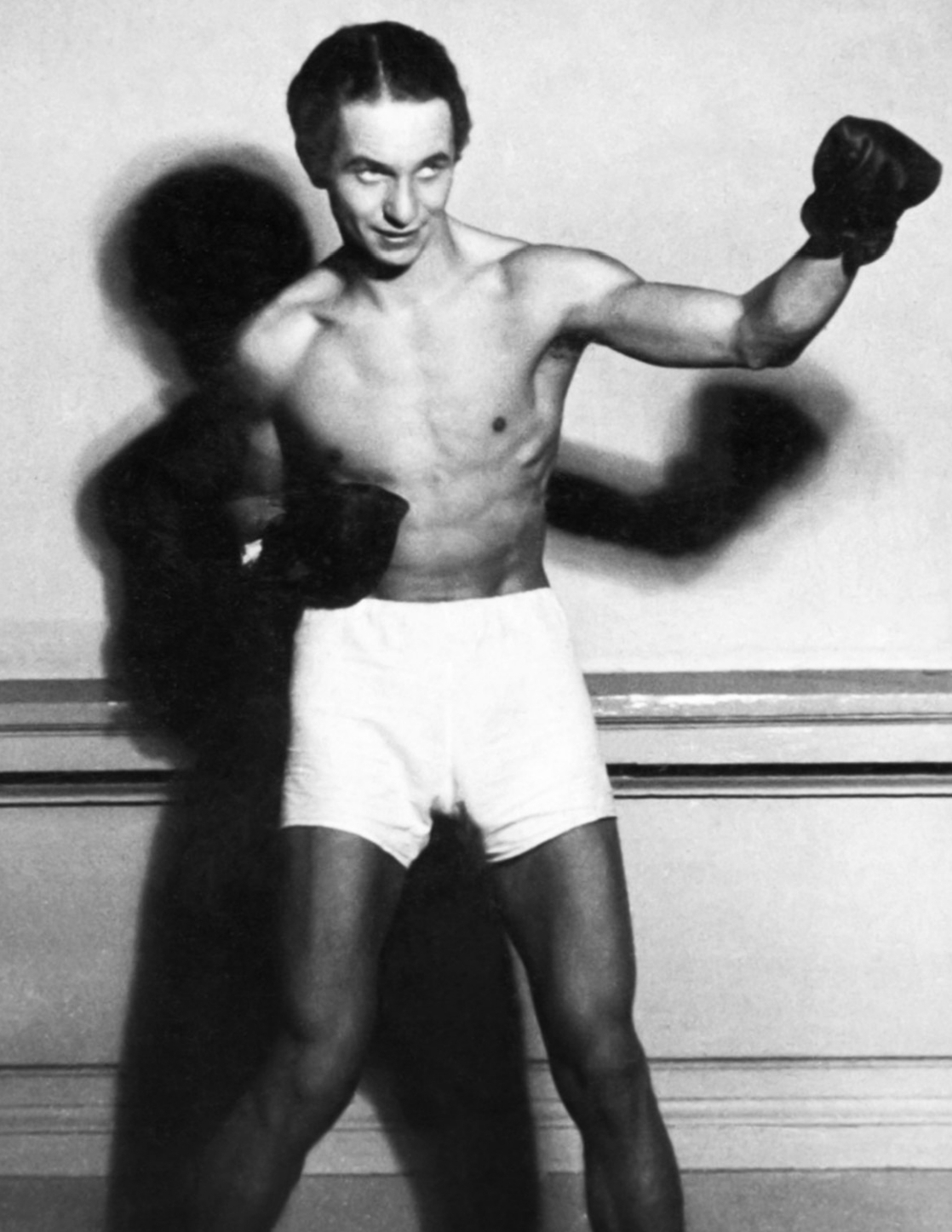
Tadeusz Pietrzykowski durante sua fase de boxeador no período entreguerras

Tadeusz Pietrzykowski (8 de abril de 1917 – 17 de abril de 1991) foi um boxeador polonês, soldado das Forças Armadas da Polônia e prisioneiro nos campos de concentração de Auschwitz-Birkenau e Neuengamme, administrados pela Alemanha nazista durante a Segunda Guerra Mundial. 
Em junho de 1940, ele fez parte do primeiro grupo de prisioneiros transportados para Auschwitz, sendo posteriormente transferido para Neuengamme em 1943.
Ele é lembrado como "o campeão de boxe de Auschwitz". A história de sua vida foi tema de diversos livros e filmes que retratam sua trajetória ao longo do período de permanência nos campos de concentração.

## Primeiros anos
Pietrzykowski nasceu em 8 de abril de 1917, em Varsóvia, filho de Tadeusz, um engenheiro, e Sylwina, uma professora, ambos membros da intelectualidade polonesa. Na juventude, ele entrou para a seção de boxe do clube Legia Varsóvia. Durante o período entreguerras, recebeu diversas menções positivas na imprensa esportiva polonesa, recebendo o apelido de "Teddy" ou "Teddi".
Ele esteve no auge de sua carreira esportiva entre 1936 e 1937; em 1935, sua equipe de boxe avançou para a categoria A em Varsóvia, e em 1937, ele se classificou para as finais do Campeonato Polonês de Boxe e se tornou campeão de Varsóvia na categoria peso galo. Em 1938, a revista esportiva polonesa Przegląd Sportowy o declarou "o melhor boxeador peso galo de Varsóvia". Por volta dessa época, ele sofreu uma lesão e sua equipe de boxe foi desfeita.

## Prisão e passagem pelos campos de concentração
Após a invasão alemã da Polônia em setembro de 1939, Pietrzykowski participou do Cerco de Varsóvia, alistando-se voluntariamente em um regimento de artilharia leve. No início de 1940, após a derrota da Polônia, tentou viajar para a França, onde o Exército Polonês estava sendo reconstituído. No entanto, foi preso na Hungria e deportado de volta para a Polônia, onde foi interrogado e torturado pela Gestapo. 

### Em Auschwitz
Em 14 de junho de 1940, Tadeusz foi transferido da prisão de Tarnów, onde estava, para o campo de concentração de Auschwitz, chegando com o primeiro transporte em massa de prisioneiros, recebendo a identificação de número 77.
Em meados de 1941 em Auschwitz, participou de uma tentativa de assassinato contra um oficial alemão de alto escalão no campo; o comandante Rudolf Höss. Em tal ação, Pietrzykowski  ajudou a sabotar a sela do cavalo de Höss. A tentativa falhou, mas resultou na fratura de uma perna de Höss. O incidente foi classificado apenas como um acidente pelos alemães, de modo que os prisioneiros não foram punidos. Posteriormente, Pietrzykowski abateu o cão de Höss, que havia sido treinado para atacar prisioneiros judeus e já havia matado pelo menos um deles. O cão foi cozido e serviu como alimento aos prisioneiros.
Ele participou de sua primeira luta de boxe no campo em março de 1941, motivado pela promessa de rações extras. Seu adversário foi Walter Dünning, um kapo alemão e vice-campeão alemão de peso médio. O combate não teve um vencedor claro, mas muitos consideraram Pietrzykowski o verdadeiro ganhador, pois seu oponente estava mais bem alimentado, descansado e tinha uma vantagem de peso de 40 a 70 kg. Seu desempenho chamou a atenção dos guardas e iniciou sua trajetória como boxeador dentro de Auschwitz.
Embora as lutas fossem organizadas como entretenimento para os guardas nazistas, elas também se tornaram populares entre os prisioneiros, e as vitórias de Pietrzykowski contra alemães ou colaboradores aumentavam a moral dos detentos. Ele enfrentou vários adversários, incluindo outros boxeadores poloneses presos, como Michał Janowczyk. Algumas vezes, seus oponentes eram voluntários entre os prisioneiros. Pietrzykowski tentava ajustar seu estilo para evitar ferir gravemente seus oponentes (exceto quando eram kapos alemães) e prolongava as lutas para entreter os espectadores. Ele também tentava ajudar os boxeadores judeus que enfrentava, reconhecendo que para eles as lutas eram ainda mais perigosas. Em pelo menos um caso, ele empatou propositalmente para evitar represálias contra seu adversário judeu.
Seu estilo, focado em esquivar-se, fez com que os alemães lhe dessem o apelido de Weißer Nebel ("Névoa Branca"). Enquanto esteve em Auschwitz, lutou entre 40 e 60 vezes e teve uma longa sequência de vitórias, perdendo apenas uma única luta no verão de 1942 para um boxeador judeu holandês, campeão dos pesos médios, Leen Sanders. No entanto, posteriormente Pietrzykowski venceu a revanche contra Sanders.
As vitórias sobre adversários alemães lhe garantiram privilégios como escolher onde trabalhar e receber comida extra, a qual frequentemente compartilhava com outros prisioneiros. Em determinado momento, foi convidado a assinar a Volksliste, o que lhe permitiria deixar o campo, mas recusou. Ele também foi submetido a um experimento médico, sendo propositalmente infectado com tifo pelo pessoal do hospital do campo, mas sobreviveu.
Algumas de suas vitórias lhe renderam inimigos entre os nazistas, e surgiram rumores de que ele seria executado por vingança. No entanto, em março de 1943, um oficial alemão visitante, membro do recém-criado campo de concentração de Neuengamme, reconheceu Pietrzykowski de um combate anterior em 1938 e o convidou para se transferir para o novo campo. Ele aceitou e foi transferido em 14 de março de 1943.

### Em Neuengamme e outros campos
Em Neuengamme, ele continuou lutando, derrotando desde kapos alemães até um boxeador profissional italiano. Assim como em Auschwitz, suas lutas eram populares entre os prisioneiros, que as consideravam o ponto alto de sua miserável permanência nessa prisão. Ele permaneceu invicto em Neuengamme.
Um de seus adversários mais notáveis foi o boxeador peso-pesado germano-americano Schally Hottenbach, apelidado de Hammerschlag ("Golpe de Martelo"), a quem Pietrzykowski derrotou em agosto de 1943. Novamente, sua sequência de vitórias irritou alguns nazistas, e rumores de que seria morto começaram a circular. No entanto, ele conseguiu providenciar sua transferência para outro campo, em Salzgitter-Watenstedt, onde adoeceu, mas se recuperou. No total, lutou pelo menos 20 vezes em Neuengamme. Seu último oponente foi um soldado russo chamado Kostia Konstantinow.
Em março de 1945, com a aproximação da Frente Oriental, Pietrzykowski foi transferido para o campo de concentração de Bergen-Belsen e ficou ali alocado até a libertação do campo em 15 de abril de 1945.

## Após a guerra
Depois de ser libertado, Pietrzykowski juntou-se à 1ª Divisão Blindada Polonesa, onde organizou atividades esportivas para os soldados. Ele também treinou com outros soldados, vencendo o campeonato de boxe peso-leve de sua divisão em 1946.
Em 1947 foi testemunha no julgamento do comandante do Campo de Concentração de Auschwitz, Rudolf Höss. Ele tentou retomar sua carreira esportiva, mas desenvolveu diversos problemas de saúde. Seu registro oficial de lutas no pós-guerra foi de 15 vitórias e dois empates.

Pietrzykowski foi casado três vezes. Em 1959, concluiu seus estudos na Universidade de Educação Física de Varsóvia. Na década de 1960, estabeleceu-se em Bielsko-Biała, onde se tornou professor de educação física e treinador de boxe. Ele faleceu em 17 de agosto de 1991.